# Střelice, Plzeň-jih
Střelice là một làng thuộc huyện Plzeň-jih, vùng Plzeňský, Cộng hòa Séc.